# Tata Punch
La Tata Punch è un'autovettura prodotta dalla casa automobilistica indiana Tata Motors a partire dal 2021.

## Descrizione
La Punch è un crossover SUV di piccole dimensioni, che va a posizionarsi come SUV più piccolo della Tata, sotto anche la Tata Nexon; la Punch viene costruito sulla piattaforma ALFA-ARC condivisa con la berlina Altroz.
La vettura è stata anticipata da due concept car: la prima chiamata H2X (nome in codice Hornbill), che è stata presentata all'89º Salone Internazionale dell'Automobile di Ginevra nel 2019, a cui ha fatto seguito una seconda concept chiamata HBX più vicina alla versione di serie e presentata all'Auto Expo 2020. Il 23 agosto 2021 la vettura è stata annunciata in veste definitiva con il nome di Tata Punch. L'auto, che è stata presentata ufficialmente il 4 ottobre 2021, è alimentata da un motore a benzina a tre cilindri Revotron da 1,2 litri condiviso con le Tata Altroz, Tiago e Tigor.